# Danilo Barozzi
Danilo Barozzi (Bagnolo in Piano, 21 de agosto de 1927 – Santa Maria Nuova, 25 de março de 2020) foi um ciclista italiano que competiu entre 1949 e 1958. Em seu palmarés destaca uma vitória de etapa à Volta à Catalunha de 1950.
Morreu no dia 25 de março de 2020, aos 92 anos, em decorrência do COVID-19.

## Palmarés
- 1948
  - 1º na Coppa Caivano
- 1950
  - Vencedor de uma etapa na Volta à Catalunha
- 1951
  - Vencedor de uma etapa ao Giro dos Dolomitas
- 1954
  - 1º no Grande Prêmio da Indústria e o Comércio de Prato
- 1955
  - 1º no Grande Prêmio da Indústria em Belmonte-Piceno
- 1956
  - 1º no Grande Prêmio da Indústria e o Comércio de Prato

## Resultados em grandes voltas
| Carreira        | 1951 | 1952 | 1953 | 1954 | 1955 | 1956 |
| --------------- | ---- | ---- | ---- | ---- | ---- | ---- |
| Giro d'Italia   | 32º  | 40º  | 19º  | 18º  | 38º  | 24º  |
| Tour de France  | -    | -    | -    | -    | 40º  | -    |
| Volta a Espanha | -    | -    | -    | -    | -    | -    |